# Sonntagshorn
Il  Sonntagshorn (1.961 m s.l.m.) è la montagna più alta delle Alpi del Chiemgau nelle Alpi Bavaresi. Si trova lungo la linea di confine tra la Germania e l'Austria.